# Ana Rendón
Ana María Rendón Martínez (Medellín, 10 maart 1986) is een Colombiaans boogschutster.

## Carrière
Rendón nam driemaal deel aan de Olympische Spelen in 2008, 2012 en 2016. Ze is het meest succesvol in de verschillende toernooien die georganiseerd worden in Zuid-Amerika.

## Erelijst

### Olympische Spelen
- 2008: 3e ronde (verloren van Khatuna Lorig met 95-107)
- 2012: 1e ronde (verloren van Iria Grandal met 2-6)
- 2016: 1e ronde (verloren van Christine Bjerendal met 2-6)

### Wereldkampioenschap
- 2007: 1e ronde (verloren van Rachelle Anne De La Cruz met 99-101)
- 2009: 2e ronde (verloren van Yuan Shu-chi met 105-106)
- 2011: 1e ronde (verloren van Alejandra Valencia met 0-6)
- 2013: 2e ronde (verloren van Dola Banerjee met 0-6)
- 2015: 1e ronde (verloren van Olga Senyuk met 5-6)
- 2017: 3e ronde (verloren van Choi Mi-sun met 2-6)
- 2019: 2e ronde (verloren van Michelle Kroppen met 2-6)
- 2021: 2e ronde (verloren van Yulia Hinckley met 4-6)
- 2023: 1e ronde (verloren van Medina Murat met 3-7)

### Pan-Amerikaanse Spelen
- 2007:  Rio de Janeiro (individueel)
- 2007:  Rio de Janeiro (team)
- 2015:  Toronto (individueel)
- 2015:  Toronto (team)
- 2019:  Lima (gemengd)
- 2019:  Lima (team)

### Pan-Amerikaans kampioenschap
- 2006:  Rio de Janeiro (team)
- 2008:  Valencia (individueel)
- 2012:  San Salvador (individueel)
- 2012:  San Salvador (gemengd)
- 2012:  San Salvador (team)
- 2021:  Monterrey (team)
- 2023:  Santiago (team)

### Zuid-Amerikaanse Spelen
- 2014:  Santiago (individueel)
- 2018:  Cochabamba (gemengd)
- 2018:  Cochabamba (team)
- 2022:  Asunción (gemengd)
- 2022:  Asunción (team)

### Zuid-Amerikaans kampioenschap
- 2024:  Marica (individueel)
- 2024:  Marica (gemengd)
- 2024:  Marica (team)

### Juegos Bolivarianos
- 2013:  Trujillo (individueel)
- 2013:  Trujillo (gemengd)
- 2013:  Trujillo (team)
- 2017:  Santa Marta (individueel)
- 2017:  Santa Marta (gemengd)
- 2017:  Santa Marta (team)
- 2022:  Valledupar (gemengd)
- 2022:  Valledupar (team)

### Centraal-Amerikaanse en Caraïbische Spelen
- 2006:  Cartagena de Indias (team)
- 2010:  Mayagüez (individueel, 50m)
- 2010:  Mayagüez (team)
- 2014:  Veracruz (individueel)
- 2014:  Veracruz (gemengd)
- 2014:  Veracruz (team)
- 2018:  Barranquilla (gemengd)
- 2018:  Barranquilla (team)
- 2023:  Santa Tecla (individueel)
- 2023:  Santa Tecla (team)

### World Cup
- 2014:  Shanghai (team)
- 2021:  Las Vegas (indoor finale, individueel)